# Resolució de problemes
La resolució de problemes consisteix a fer servir mètodes genèrics o ad hoc, d'una manera ordenada, per tal de trobar solucions als problemes. Algunes de les tècniques per a resoldre problemes s'han desenvolupat i usat en intel·ligència artificial, informàtica, enginyeria, matemàtica, o medicina estan relacionades amb les tècniques de resoldre problemes mentals estudiades en la psicologia.

## Definició
El terme resolució de problemes es fa servir en moltes disciplines científiques, de vegades amb perspectives diferents, i sovint amb terminologies diferents. Per exemple, és un procés mental en psicologia i un procés computeritzat en informàtica. També els problemes es poden classificar dins dos tipus diferents (mal-definits i ben-definits). Els problemes mal definits són aquells que no tenen objectius clars, vies de solució o solució esperable. En canvi els problemes ben definits tenen objectius específics, vies de solució clarament definides i solucions clarament esperables. Ésser capaç de resoldre problemes de vegades implica tractar amb la pragmàtica (lògica) i la semàntica (interpretació del problema). La capacitat d'entendre quin és l'objectiu del problema i quines regles es poden aplicar representa la clau per a resoldre el problema. De vegades el problema requereix part de pensament abstracte i es resol amb una solució creativa.

### Psicologia
En psicologia, la resolució de problemes es refereix a un estat de desitjar arribar a un 'encert' des de la condició actual que no va en la direcció de l'encert («goal»). En psicologia el resoldre problemes és la part que conclou un procés més llarg el qual també inclou la recerca de problemes i el donar forma als problemes (problem finding i problem shaping).
La resolució de problemes és considerada un procés cognitiu d'alt nivell.
En psicologia els mètodes per resoldre els problemes s'han estudiat incloent la introspecció, behaviorisme, simulació, computer modeling, i l'experiment.

### Ciències cognitives
Des de la psicologia de la Gestalt  d'Alemanya es van iniciar l'estudi de la resolució dels problemes (p.e., Karl Duncker el 1935 amb el seu llibre La psicologia del pensament productiu). Més tard continuà a la dècada de 1960 amb proves de laboratori. El treball fet per Allen Newell i Herbert A. Simon. Altres experts han mostrat que el principi de descomposició informàtica és útil per resoldre problemes.

### Informàtica i algorismes
En informàtica i en part de la intel·ligència artificial que tracten amb algorismes, la resolució de problemes engloba moltes tècniques conegudes com a heurística d'algorismes, anàlisi de l'arrel de les causes («root cause analysis»), etc.

## Característiques dels problemes complexos
Com va evidenciar Dietrich Dörner i més tard va expandir Joachim Funke, els problemes complexos tenen algunes característiques típiques:
- Complexitat (gran nombre de temes, interrelacions i decisions)
  - enumerabilitat
  - heterogeneïtat

- Connectivitat (relació jeràrquica, relació de comunicació, relació de distribució)

- Consideracions de temps dinàmiques
  - inconvenients temporals
  - sensibilitat temporal
  - efectes de fase
  - impredictibilitat dinàmica

- Intransparència (manca de claredat de la situació)
  - opacitat de començament
  - opacitat de continuar
- Politàlia (múltiples objectius)
  - inexpressivitat
  - oposició
  - transiència

La resolució de problemes complexos requereix un atac directe a cadascuna d'aquestes característiques.

## Estratègies per a la resolució de problemes
Els passos per a la resolució de problemes també s'anomenen «cicles per a la resolució». (Bransford & Stein, 1993) El motiu per anomenar-ho cicle és que normalment quan es completa un cicle n'emergeix un altre.
Les següents tècniques normalment s'anomenen «estratègies per a solucionar problemes» (problem-solving strategies)
- Abstracció: solucionar el problema prèviament en un model del sistema
- Analogia: usar una solució que soluciona un problema anàleg
- Brainstorming: (especialment entre grups de persones)
- Divideix i guanyaràs: descompondre un problema gran en petits problemes
- Hipòtesi de prova: assumir una possible explicació del problema i tractar de provar/desaprovar l'assumpció.
- Pensament lateral: solucions indirectament i creativament
- Anàlisi Means-ends: escollir una acció en cada pas per acostar-se més a l'objectiu
- Mètode d'objectes focal: sintetitzar dins quelcom nou
- Anàlisi morfològic
- Prova: tractar de provar que el problema no es pot resoldre
- Reducció: transformar el problema en un altre que tingui solució
- Recerca: emprar idees existents per solucions a problemes similars
- Anàlisi de l'arrel de la causa: que identifica la causa d'un problema
- Prova i error: provar possibles solucions fins a trobar la correcta

## Mètodes de resoldre problemes
- APS (Applied Problem Solving)[13]
- Eight Disciplines Problem Solving
- GROW model
- How to Solve It
- Kepner-Tregoe Problem Solving and Decision Making
- OODA loop (observe, orient, decide, and act)
- PDCA (plan–do–check–act)
- RPR Problem Diagnosis (rapid problem resolution)
- TRIZ (en rus: Teoriya Resheniya Izobretatelskikh Zadatch, "theory of solving inventor's problems")
- A3 Problem Solving